# Линденбратен, Леонид Давидович
Леони́д Дави́дович Линденбра́тен (3 ноября 1922, Ташкент — 6 января 2020) — советский и российский рентгенолог, доктор медицинских наук, профессор, заведующий кафедрой рентгенологии и радиологии 1-го Московского медицинского института имени И. М. Сеченова в 1959—1991 годах. Один из авторов известного учебника по медицинской рентгенологии для студентов медицинских вузов.

## Биография
Родился в семье врачей. Мать — Роза Владимировна Златопольская — работала педиатром, отец — доктор медицинских наук, профессор Давид Соломонович Линденбратен (1896, Вильна — 1957, Ленинград) — с 1921 по 1930 год работал в Узбекистане, в том числе заместителем наркома здравоохранения. Брат — Виталий Давидович Линденбратен (1925—2009) — стал патофизиологом, доктор медицинских наук, профессор. Дед, Шлёма Рафаилович Линденбратен, был пивоваром в Вильне.
Детские годы Линденбратена прошли в Средней Азии. В Ташкенте он окончил 4 класса средней школы. В 1930 году его отец был зачислен в Ленинградский институт усовершенствования врачей, где стал заведующим кафедрой рентгенологии (сменив на этом посту С. А. Рейнберга, переехавшего в Москву). Л. Д. Линденбратен продолжил учёбу в Ленинграде, занимался в драматической студии, учился в музыкальной школе по классу рояля, был игроком юношеской футбольной команды.
В 1940 году по воинскому призыву принял присягу и поступил в Высшее военно-морское медицинское училище при только что созданной Военно-морской медицинской академии (ВММА). В 1941 году их курс был направлен на Ленинградский фронт и участвовал в обороне Ленинграда.
В сентябре 1945 года окончил с отличием ВММА. После был направлен на трёхмесячные курсы офицерского состава медицинской службы, по окончании которых был назначен старшим рентгенологом Главного военно-морского госпиталя Северо-Балтийского флота в г. Таллине. С 1947 по 1956 год был врачом-рентгенологом клиники факультетской терапии ВММА, а также работал в рентгенологических отделениях клиник ВММА, размещённых в многопрофильных ленинградских больницах.
В 1956—1959 годах — старший преподаватель кафедры рентгенологии ВММА, а после ликвидации ВММА работал заместителем начальника кафедры рентгенологии и радиологии Военно-медицинской академии имени С. М. Кирова.
В 1959 году избран заведующим кафедрой рентгенологии и радиологии Первого Московского медицинского института имени И. М. Сеченова. В 1960 году был утверждён в звании профессора, руководил кафедрой на протяжении 32 лет.
В 1995 году перешёл на работу в качестве заведующего отделом организации подготовки специалистов в Научно-практический центр медицинской радиологии Департамента здравоохранения Москвы.
Мемориальныe почести и прощание состоялись 10 января 2020 года в морге Сеченовского университета (ул. Россолимо, 12 стр. 1 ). Похоронен в Санкт-Петербурге.

## Научная и практическая деятельность
В 1950-х годах стал применять малораспространённые тогда в практике исследования, такие как бронхография, специальные методы рентгеновского исследования органов брюшной полости. Одним из первых в СССР внедрил в хирургическую практику методику холангиографии на операционном столе и через дренажную трубку, а также пропагандировал транспечёночную холангиографию (холангиография — метод исследования, позволяющий получить изображение желчевыводящих путей с помощью введения разными способами в них рентгеноконтрастных веществ, изображение фиксируется на рентгеновскую плёнку или отображается на экране при рентгеноскопии).
В 1950 году защитил кандидатскую диссертацию, посвящённую экспериментальному изучению всасывания контрастных веществ из плевральной и брюшной полостей. В 1954 году защитил докторскую диссертацию.
Основные направления научной деятельности — диагностика заболеваний печени и желчевыводящих путей, оценка функции желчного пузыря; диагностика заболеваний органов грудной полости, в том числе хронического бронхита, плеврита, рака легкого, поражений диафрагмы; ранняя диагностика злокачественных опухолей, в том числе молочной железы. В соавторстве с Л. Б. Наумовым им была разработана система алгоритмической рентгенодиагностики болезней лёгких.
Во время работы в Первом Московском медицинском институте на базе кафедры были созданы дозиметрическая, ангиографическая и радиоизотопная лаборатории, первая в СССР маммологическая лаборатория.
В разные годы был членом Президиума Всесоюзного и Всероссийского научных обществ рентгенологии и радиологии, членом президиума Всесоюзного общества гастроэнтерологов. В 1979 году был утверждён редактором отдела «Лучевая диагностика» Большой Медицинской Энциклопедии. С 1990 по 2000 год являлся главным редактором журнала «Медицинская радиология и радиационная безопасность», а с 2004 по 2011 год — главным редактором журнала «Радиология-практика». С 1996 по 2004 год был президентом Московского объединения медицинских радиологов. Под руководством Линденбратена были защищены 20 докторских и 80 кандидатских диссертаций, он является автором 40 монографий, руководств и учебников.

## Научные труды
Является соавтором (вместе с Г. А. Зедгенидзе) руководства «Неотложная рентгенодиагностика» (1957), в котором рассматривается роль рентгенолога в распознавании травм, острых заболеваний органов грудной, брюшной полостей. Л. Д. Линденбратен — автор книги "Методика чтения рентгеновских снимков — руководства для врачей по анализу рентгенограмм различных областей тела. Многие вопросы, освещаемые в этих книгах не потеряли свою актуальность и в настоящее время, так как несмотря на развитие современных методов диагностики (рентгеновской компьютерной и магнитно-резонансной томографии), традиционная рентгенография зачастую остаётся первичным методом обследования пациентов. Совместно с Д. С. Линденбратеном было создано руководство «Рентгенодиагностика заболеваний органов дыхания у детей» (1957), удостоенное премии Н. Ф. Филатова.
Также им написано руководство «Рентгенологические синдромы и диагностика заболеваний лёгких» (1972 г., в соавторстве с Л. Б. Наумовым), в котором представлен оригинальный алгоритм распознавания болезней грудной полости, где заболевания разделены по группам, дающим схожую рентгенологическую картину, а затем в каждой группе проводится их разделение для точной диагностики. Л. Д. Линденбратен автор монографии «Рентгенология печени и жёлчных путей» (1980 г.), отдельных глав, входящих в первый и второй тома пятитомного руководства «Клиническая рентгенорадиология» (1983 г., редактор Г. А. Зедгенидзе), разделов по рентгеновской диагностике в руководствах «Болезни органов дыхания», «Руководство по гастроэнтерологии».
Список научных статей Л. Д. Линденбратена включает 486 публикаций.
Л. Д. Линденбратеном созданы учебники «Медицинская рентгенология» и «Медицинская радиология» (при участии Ф. М. Лясса и Л. Б. Наумова), удостоенные Почётных дипломов Министерства здравоохранения СССР, затем (в соавторстве с И. П. Королюком и Ю. И. Воробьёвым) были выпущены два издания учебника «Медицинская радиология (основы лучевой диагностики и лучевой терапии)»; второе издание этого руководства было удостоено в 2001 году премии Правительства Российской Федерации в области образования. Учебник переиздавался на протяжении многих лет и до настоящего времени является основным для студентов медицинских вузов, а также популярен среди интернов и ординаторов. Последнее издание под названием «Лучевая диагностика», авторы Королюк И. П., Линденбратен Л. Д. вышло в 2013 году.